# Conseil de paix et de sécurité
Pour les articles homonymes, voir CPS.
- OTAN, OSCE
- OCS, OTSC
- CPS[1]
- Conseil de Défense de l'Amérique du Sud

Les grandes alliances militaires
OTAN, OSCE
OCS, OTSC
CPS
Conseil de Défense de l'Amérique du Sud

Le Conseil de paix et de sécurité, est l'organe de l'Union africaine chargé de faire exécuter les décisions de l'Union. Le Conseil est basé sur le modèle du Conseil de sécurité des Nations unies. Chargé des questions en lien avec la paix, la stabilité et la sécurité en Afrique.
Ses membres sont élus par la Conférence de l'Union africaine de manière à refléter l'équilibre régional en Afrique, ainsi que d'autres critères, dont la capacité à contribuer militairement et financièrement à l'Union, la volonté politique de le faire, et l'efficacité de la présence diplomatique à Addis-Abeba.
Le Conseil est composé de 15 membres, dont cinq sont élus pour un mandat de trois ans, et dix pour un mandat de 2 ans. Les pays sont immédiatement rééligibles à la fin de leur mandat.
La Force africaine en attente est un programme militaire similaire.
Le Maroc, membre du Conseil de paix et de sécurité de l'Union africaine, a assumé la présidence de cet organe décisionnel crucial pour une période de trois ans (2022-2025) à partir du 1er février 2024. Cette entité est chargée de renforcer la paix, la sécurité et la stabilité sur le continent africain,,,,,,,.

## Organisation
Selon l'article 5 du Protocole portant création du Conseil de paix et de sécurité de l'Union africaine, composé de 15 représentants élus des États membres, est un organe membre restreint similaire au Conseil de sécurité des Nations unies. Il peut mener des interventions militaires et des opérations de maintien de la paix en Afrique sur la base d'une décision de l'assemblée de l'Union . Cela peut également être fait contre la volonté de chaque État membre si certaines conditions sont remplies.
Au Conseil de paix et de sécurité, 15 membres sont élus, représentés chacun par trois pays d'Afrique Centrale, trois d' Afrique de l'Est, deux d'Afrique du Nord, trois d'Afrique australe et quatre pays d'Afrique de l'ouest. La plupart de ses réunions ont lieu au siège de l'UA à Addis-Abeba.
Les membres actuels du Conseil sont: 
| Mandat | Afrique Centrale  | Afrique Centrale   | Afrique Centrale | Afrique de l'Est | Afrique de l'Est | Afrique de l'Est | Afrique du Nord | Afrique du Nord | Afrique Australe | Afrique Australe | Afrique Australe | Afrique de l'Ouest | Afrique de l'Ouest | Afrique de l'Ouest | Afrique de l'Ouest |
| ------ | ----------------- | ------------------ | ---------------- | ---------------- | ---------------- | ---------------- | --------------- | --------------- | ---------------- | ---------------- | ---------------- | ------------------ | ------------------ | ------------------ | ------------------ |
| 2017   | Congo-Brazzaville |                    |                  |                  | Kenya            |                  | Égypte          |                 |                  | Zambie           |                  |                    | Nigeria            |                    |                    |
| 2018   | Congo-Brazzaville |                    |                  |                  | Kenya            |                  | Égypte          |                 |                  | Zambie           |                  |                    | Nigeria            |                    |                    |
| 2019   | Congo-Brazzaville | Guinée équatoriale | Gabon            | Djibouti         | Kenya            | Rwanda           | Égypte          | Maroc           | Angola           | Zambie           | Zimbabwe         | Liberia            | Nigeria            | Sierra Leone       | Togo               |
| 2020   |                   | Guinée équatoriale | Gabon            | Djibouti         |                  | Rwanda           |                 | Maroc           | Angola           |                  | Zimbabwe         | Liberia            |                    | Sierra Leone       | Togo               |